# Крепость Святого Петра
Крепость Святого Петра (Петропавловская крепость) — сторожевое укрепление (крепость) Сибирской линии (Тоболо-Ишимской линии), находилась на месте города Петропавловск на севере Казахстана.
Для Ишимской линии Петропавловская крепость составляла главный пункт и оружейный склад. Линия имела первоначально стратегическое значение, и на ней были выстроены две крепости и 33 редута, в которых были поселены 2 000 сибирских казаков. Опорный пункт основан на Оренбургско-Омском почтовом тракте, на который выходила караванная дорога из Туркестана и Западного Китая. Позже в Российской империи стала большим городом — Петропавловск.

## История
В июне 1752 года на правом берегу реки Ишим экспедиция, состоявшая из драгун Луцкого полка, пеших солдат Нотебургского полка и батальона Вологодского драгунского полка, основала деревянную крепость Святого Петра. 
Шестиугольная крепость занимала площадь в два гектара, периметр ограды составлял 4,3 километра.[1] Сооружение имело земляной вал вышиной 12 футов, с пятью воротами и башнями, и ров. По углам укрепления располагались бастионы, соединённые между собой куртинами. Внутри крепости — генералитетский казённый дом, казармы, конюшни, офицерские дома, гарнизонная церковь, пороховой погреб, цейхгауз, гарнизонный госпиталь. В 1759 году в крепости открылась первая школа для солдатских детей. 
Комендант назывался обер-комендантом всей Ишимской линии, гарнизон состоял в 1771 году из одной пехотной и двух драгунских рот. Форштадт так же находился на правом берегу Ишима.
В 1807 году Петропавловская крепость получила название города, а в 1823 году (1824) Петропавловск сделан окружным городом Омской области. В 1839 году, с упразднением этой области, стал заштатным городом Тобольской губернии.
В XIX веке сохраняя своё военно-стратегическое значение, город превратился в центр торгово-экономических связей и духовных контактов казахского и русского народа.
Из Петропавловска, важнейшего центра торговли с Киргизской степью, отходило два караванных пути: один — в Ташкент и Бухару, другой — в Кульджу.